# ۱۲۷۶ (میلادی)
۱۲۷۶ (میلادی) هزار ودویست و هفتاد و ششمین سال تقویم میلادی است.

## درگذشتگان
‎